# Ободівська Дубина
Ободівська дубина — ботанічна пам'ятка природи місцевого значення. Розташована на території Ободівської сільської громади Гайсинського району Вінницької області (Ободівське лісництво, кв. 14 діл. 11, 14) у лісовому масиві між селами Ободівка та Баланівка. Оголошена відповідно до рішення Вінницького облвиконкому від 29.08.1984 р. № 371. Охороняється штучно створене дубово-ясенове лісонасадження віком приблизно 100 років.